# Palamondo
Il Palamondo di Cadempino è un centro polivalente costruito nel 2005 su iniziativa dell'Inline Hockey Sayaluca Lugano Cadempino, che può ospitare circa 1 500 spettatori.
La struttura è considerata probabilmente la più all’avanguardia tra i campi di hockey in-line e non a caso, nel 2006 e nel 2007, ha ospitato due edizioni dei campionati europei di questa disciplina.
Il Palamondo ospita pure incontri di altri sport come pallacanestro (le partite casalinge della SAM Massagno, formazione che milita nel campionato svizzero di Serie A), pallavolo (Pallavolo Lugano, Serie A Svizzera), e kickboxing.